# Brachymeles bicolor
Brachymeles bicolor är en ödleart som beskrevs av Gray 1845. Brachymeles bicolor ingår i släktet Brachymeles och familjen skinkar. IUCN kategoriserar arten globalt som nära hotad. Inga underarter finns listade.
Arten förekommer i kulliga områden på ön Luzon i Filippinerna. Utbredningsområdet ligger 250 till 850 meter över havet. Brachymeles bicolor vistas i skogar och gräver ofta i lövskiktet eller i marken.